# Пентастаннид гексаниобия
Пентастаннид гексаниобия — бинарное интерметаллическое неорганическое соединение
ниобия и олова
с формулой Nb6Sn5,
кристаллы.

## Получение
- Сплавление стехиометрических количеств чистых веществ:

{\displaystyle {\mathsf {6Nb+5Sn\ {\xrightarrow {930^{o}C}}\ Nb_{6}Sn_{5}}}}

## Физические свойства
Пентастаннид гексаниобия образует кристаллы 
ромбической сингонии,
пространственная группа I mmm,
параметры ячейки a = 0,5656 нм, b = 0,9199 нм, c = 1,6843 нм, Z = 4,
структура типа пентастаннида гексатитана Ti6Sn5
.
Соединение образуется по перитектической реакции при температуре 930°С
и равновесно существует в интервале температур 820÷930°С, но может существовать при комнатной температуре в метастабильном состоянии .
При температуре 2,07 К переходит в сверхпроводящее состояние
.